# Woon- en werkgemeenschap ADM

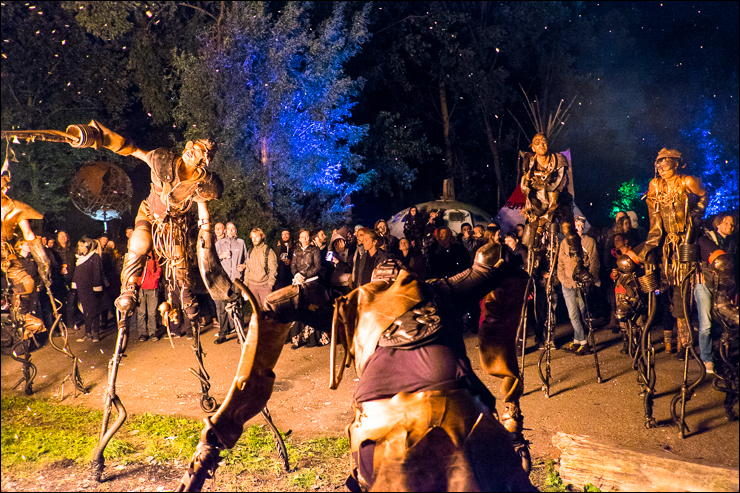
Voorstelling op het ADM festival

De woon- en werkgemeenschap ADM (ook wel de ADM) ontstond na 1997 toen de bewoners- en werkgroep Amsterdamse Doe-het-zelf Maatschappij het voormalige terrein van de Amsterdamsche Droogdok Maatschappij (ADM) in het Westelijk Havengebied van Amsterdam had gekraakt. Honderden kunstenaars, vakmensen en vrijdenkers gaven dagelijks gestalte aan deze vrijplaats.

## Cultuur
De bewoners van de ADM waren veelal werkzaam in de culturele sector. Er waren meerdere bands die uit ADM-bewoners bestonden zoals de Bucket Boyz, The Beatzers en Zibabu. Daarnaast maakten mensen glaskunst, schilderijen, installaties, theater, dans en meer. Het culturele element werd doorgevoerd in de evenementen die werden georganiseerd. Op een laagdrempelige manier en zonder winst te maken werden regelmatig publieke evenementen georganiseerd. Het internationaal bekende festival Robodock is op de ADM begonnen en heeft meerdere malen op de ADM plaatsgevonden. Jaarlijks werd er het ADM-festival georganiseerd. Ook workshops, danslessen, yoga, vegetarisch en veganistisch eetcafé, concerten en voorstellingen vonden regelmatig plaats.

## Natuur

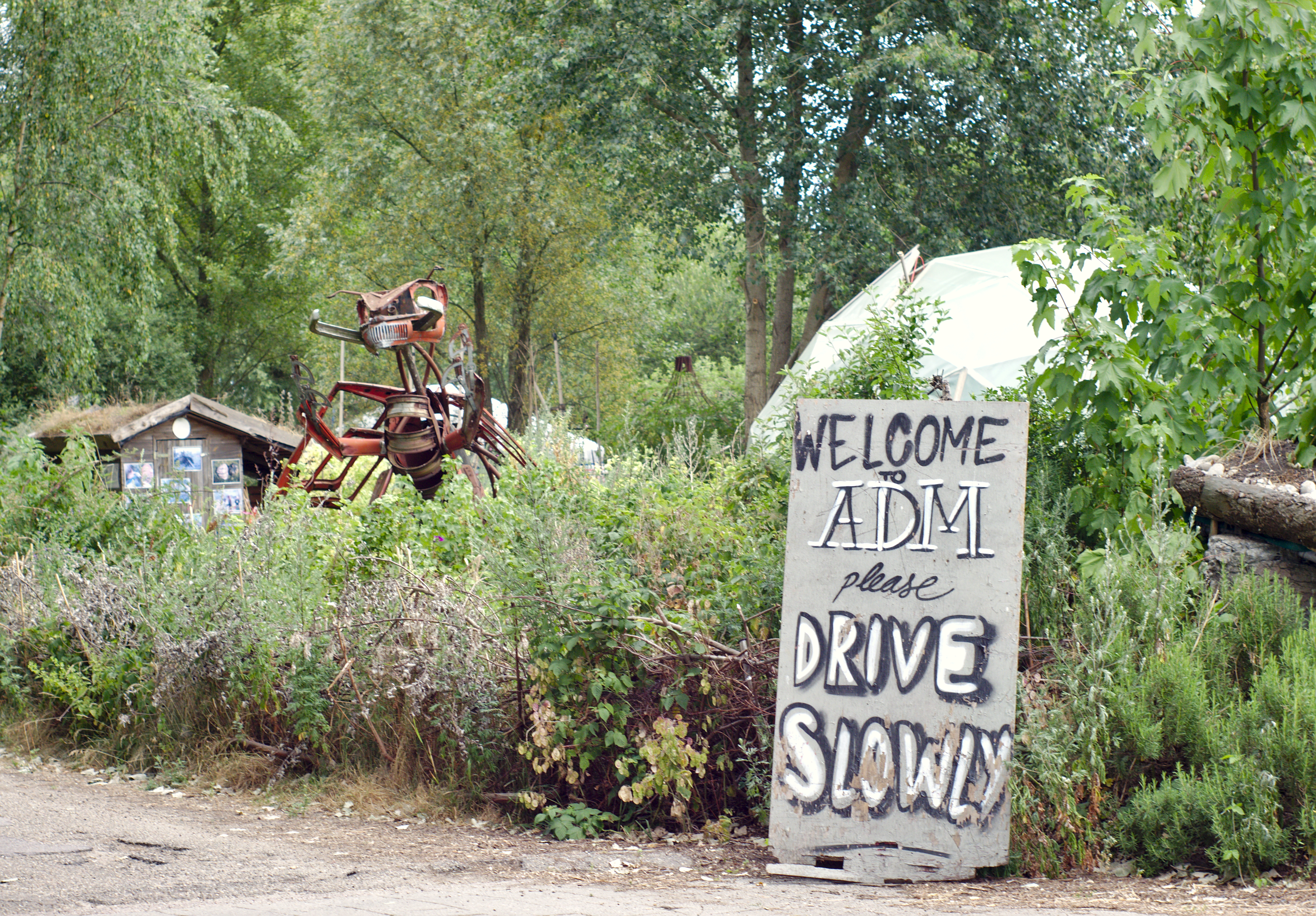
De oprit van het ADM-terrein

Op de ADM werd zo veel mogelijk rekening gehouden met het milieu. Toen de bewoners aankwamen waren er geen bomen aanwezig. Later stonden er meer dan 2500 bomen op het terrein. Energie werd gedeeltelijk duurzaam opgewekt met 200 zonnepanelen en een windmolen. Bewoners woonden veelal in zelfgebouwde woningen die gekarakteriseerd kunnen worden als 'tiny houses', waarbij een belangrijk gedeelte van de materialen bestond uit hergebruikte materialen. Daarnaast was er een permacultuurtuin aanwezig die werd onderhouden door bewoners en vrienden van de ADM. De opbrengst van de permacultuurtuin werd weer gebruikt door de bewoners in de gemeenschappelijke keuken.

## Sociaal
De 125 bewoners woonden samen in een hechte gemeenschap. Bewoners kenden elkaar bij de naam. Het was gebruikelijk elkaar te helpen in geval van nood. Aan het delen van materialen, kennis en tijd werd veel waarde gehecht. Daarnaast was de ADM-leefgemeenschap vrijwel volledig 'horizontaal' georganiseerd; er waren geen mensen die autoriteit hadden over de ander. Belangrijke beslissingen werden genomen in een maandelijkse huisvergadering waarbij werd gestreefd naar consensus.

## Ontruiming en herbestemming
In juli 2018 oordeelde de Raad van State dat de bewoners van het terrein uiterlijk op eerste kerstdag 2018 moesten vertrekken. Dezen verzetten zich zowel juridisch als fysiek tegen de ontruiming. Op 7 januari 2019 werden de laatste overgebleven bewoners door de mobiele eenheid van het terrein verwijderd. Hierna werd direct begonnen met de sloop van de oude portierswoning, ten behoeve van de herontwikkeling van het gebied als bedrijventerrein. Tevens werd begonnen met de realisering van een nieuwe scheepswerf.

## Documentaire
In 2018 maakten AT5 en NH de documentaire De Verloren Vrijstaat over de ADM, zijn bewoners en de ontruiming. De documentaire werd ook uitgezonden door 2Doc.